# Казе Ричи (Форли-Чезена)
Казе Ричи (итал. Case Ricci) је насеље у Италији у округу Форли-Чезена, региону Емилија-Ромања.
Према процени из 2011. у насељу је живело 42 становника. Насеље се налази на надморској висини од 12 м.